# Juan Gonzalo Lorca
Juan Gonzalo Lorca Donoso (ur. 15 stycznia 1985 w Santiago) – chilijski piłkarz występujący na pozycji napastnika. Zawodnik klubu O’Higgins, do którego jest wypożyczony z US Boulogne.

## Kariera klubowa
Lorca zawodową karierę rozpoczynał w 2004 roku w zespole CSD Colo-Colo. Sezon 2006 spędził na wypożyczeniu w CD Huachipato. Potem wrócił do Colo-Colo. W 2007 roku zdobył z nim mistrzostwo fazy Apertura. W połowie 2007 roku został wypożyczony do holenderskiego SBV Vitesse. W Eredivisie zadebiutował 15 września 2007 roku w przegranym 0:1 pojedynku z PSV Eindhoven. 8 marca 2008 roku w wygranym 2:1 spotkaniu z Excelsiorem Rotterdam strzelił pierwszego gola w Eredivisie. W połowie 2008 roku wrócił do Colo-Colo. W tym samym roku zdobył z nim mistrzostwo fazy Clausura. Sezon 2009 spędził na wypożyczeniu w zespole O’Higgins.
Na początku 2010 roku Lorca podpisał kontrakt z francuskim US Boulogne. W Ligue 1 zadebiutował 6 lutego 2010 roku w przegranym 0:2 spotkaniu z Montpellier HSC. W tym samym roku spadł z klubem do Ligue 2. W 2011 roku został wypożyczony do chilijskiego O’Higgins.

## Kariera reprezentacyjna
W reprezentacji Chile Lorca zadebiutował 26 kwietnia 2006 roku w wygranym 4:1 towarzyskim meczu z Nową Zelandią. W 2007 roku został powołany do kadry na Copa América. Na tamtym turnieju, zakończonym przez Chile na fazie grupowej, zagrał w pojedynkach z Ekwadorem (3:2), Brazylią (0:3), Meksykiem (0:0) oraz ponownie z Brazylią (1:6).